# Бредлі-Джанкшен (Флорида)
Бредлі-Джанкшен (англ. Bradley Junction) — переписна місцевість (CDP) в США, в окрузі Полк штату Флорида. Населення — 542 особи (2020).

## Географія
Бредлі-Джанкшен розташоване за координатами 27°47′40″ пн. ш. 81°58′42″ зх. д. / 27.79444° пн. ш. 81.97833° зх. д. (27.794569, -81.978223).  За даними Бюро перепису населення США в 2010 році переписна місцевість мала площу 5,57 км², з яких 5,46 км² — суходіл та 0,11 км² — водойми.

## Демографія
Згідно з переписом 2010 року, у переписній місцевості мешкало 686 осіб у 249 домогосподарствах у складі 162 родин. Густота населення становила 123 особи/км².  Було 279 помешкань (50/км²).
Расовий склад населення:
| - 60,9 % — білих - 33,2 % — чорних або афроамериканців - 0,7 % — корінних американців - 0,6 % — азіатів - 3,2 % — осіб інших рас |

До двох чи більше рас належало 1,3 %. Частка іспаномовних становила 6,9 % від усіх жителів.
За віковим діапазоном населення розподілялося таким чином: 26,4 % — особи молодші 18 років, 57,9 % — особи у віці 18—64 років, 15,7 % — особи у віці 65 років та старші. Медіана віку мешканця становила 36,5 року. На 100 осіб жіночої статі у переписній місцевості припадало 111,1 чоловіків;  на 100 жінок у віці від 18 років та старших — 96,5 чоловіків також старших 18 років.
Середній дохід на одне домашнє господарство  становив 38 053 долари США (медіана — 26 875), а середній дохід на одну сім'ю — 43 762 долари (медіана — 37 778). Медіана доходів становила 30 833 долари для чоловіків та 25 909 доларів для жінок. За межею бідності перебувало 19,8 % осіб, у тому числі 63,3 % дітей у віці до 18 років та 0,0 % осіб у віці 65 років та старших.
Цивільне працевлаштоване населення становило 182 особи. Основні галузі зайнятості: освіта, охорона здоров'я та соціальна допомога — 33,0 %, будівництво — 23,1 %, роздрібна торгівля — 20,3 %.